# داسو میستره
داسو میستره (به انگلیسی: Dassault Mystère) یک هواگرد ساختِ کارخانهٔ داسو اویاسیون در کشور فرانسه است که در سال ۱۹۵۱–۱۹۵۷ ساخته شد. نخستین استفاده‌کنندهٔ این هواپیما نیروی هوایی فرانسه بوده‌است. این هواگرد برای نخستین بار در ۲۳ فوریه ۱۹۵۱ میلادی مورد استفاده قرار گرفت.